# Vi Veri Veniversum Vivus Vici
Vi veri universum vivus vici（也可以寫成“Vi veri veniversum vivus vici”）是一句拉丁短語，意为：“藉由真理的力量，我在有生之年，得以征服萬物。(By the power of truth, I, while living, have conquered the universe.)”
這句引用經常被認為是克里斯托弗·馬洛的浮士德博士悲劇中所寫的，據說在裡面出現的是 Vi veri ueniversum vivus vici；但是，並沒有找到直接的引用。請注意，v 一開始是輔音的 u，並且在這兩種形式區分之前，以及當 u 與 v 都是大寫 V 的許多情況下，在寫法上是一樣的：因此，是 Veniversum 。同樣地，有時 universum 會被引用成 ueniversum （或者是 Veniversum）的形式，這大概是 universum 與 oeniversum （兩種被確認為是古典式的拼法）的結合。 ‘V’在古典拉丁語中的發音，正確地應該是英語中‘W’的發音。 教會的拉丁語的發音採用意大利風格，保留了英式中的‘V’的發音。
阿萊斯特·克勞利將這句話作為“領袖廟”中他的近代西洋儀式魔術的座右銘。
這句話由於圖畫小說《V怪客》的緣故，而變得眾所周知，在書中，它以拱形浮雕的方式出現在 V 的藏身之處“影子畫廊”中，並且在該同名電影裡，這句話也出現了一面鏡子上，同樣是在 V 的影子畫廊之中（除了顯眼特徵的字母‘V’，這句話包括了五個單詞，這在羅馬數字中被表示成‘V’）。